# Полянка (Середино-Будський район)
Поля́нка — колишнє село в Україні, у Середино-Будському районі Сумської області. Підпорядковувалось Середино-Будській міській раді.
1988 року рішенням Сумської обласної ради зняте з обліку.

## Географічне розташування
Поланка знаходилося на лівому березі річки Уличка, вище по течії за 2 км розташоване село Винторівка, за 1,5 км нижче по течії — Гаврилова Слобода. Поруч проходить кордон з Росією.